# Кожа, Бахтияр Абдуллаевич
Бахтияр Абдуллаевич Кожа (5 января 1957; Ташкент, Узбекская ССР, СССР) — казахский актёр кино и театра. Заслуженный деятель Республики Казахстан (2009). Кавалер ордена «Курмет» (2003).

## Биография
- Бахтияр Абдуллаевич Кожа Родился в 1957 году в городе Ташкент.
- После окончания театральной студии в 1980 году был принят в труппу Казахский ТЮЗ имени Г. Мусрепова.
- 1980 — 1993 гг. артист Казахский государственный академический театр для детей и юношества имени Г. Мусрепова
- С 1993 года. артист Казахский государственный академический театр драмы имени М. О. Ауэзова
- За 30 лет работы в театре сыграл более 100 ролей.
- Обладатель гран - при в традиционном театральном фестивале «Театральная весна»
- Участвовал в нескольких  международных фестивалях.

## Основные роли на сцене
- Основные роли на сцене Казахский государственный академический театр драмы имени М. О. Ауэзова:
- Из национальной классики и современной драматургии: Керим в "Абае" М. Ауэзова (реж. А. Мамбетов), Тойсары в "Карагозе" (реж. Б. Атабаев), Кобей в "Енлик - Кебек" (реж. Х. Амир - Темир), Прокурор в "Лихой године" (сценическая версия Н. Оразалин, реж. А. Рахимов), Сарсен в спектакле "Грех утренней звезды" М. Жумабаева, Карабай в "Поэме о любви" Г. Мусрепова, Зулкарнай в спектакле "Напрасная жизнь"( Өмірзаясында) Б. Мукая (реж. К. Сугурбеков), Абзал в "Цыганской серенаде" И. Сапарбая (Е. Обаев, Т. Аралбай), Ардашир в "Томирисе" Шахимардена (реж Т. аль - Тарази), Кыдырали в спектакле  "Бакей кыз" Т. Мамесеита, Сайлау в "Осеннем романсе" С. Асылбекулы (реж. А. Рахимов), Дедушка в комедии "Смеяться или плакать?" Е. Жуасбека (реж. М. Ахманов), Сызганов в "Наследниках" Д. Исабекова, Узбек в комедии "Все же жив Ходжа Насреддин" Т. Нурмаганбетова, Таубай в драме "Такова жизнь" М. Сарсеке (реж. Е. Обаев), журналист в спектакле "Великий и Вор" Т. Абдикова (реж. Е. Обаев, Е. Нурсултан) и др.
- Из мировой классики и современной драматургии: Гамлет в "Гамлете" У . Шекспира (реж. Ю. Ханинга - Бекназар), Лоренцо в "Ромео и Джульетта" (реж. О. Салимов), Тригорин в "Чайке" А. Чехова (реж. Б. Атабаев), Усипбай в "Восхождении в Фудзияму" К. Мухамеджанова и Ч. Айтматова, Андрей Васильевич в спектакле "Продайте мужа" ("Хочу вашего мужа") М. Задорнова (реж. О. Кенебаев), Кабыл в спектакле "Кабыл - сын Адама" К. Ашира (реж .К. Ашир), профессор Вольфганг в спектакле "Перед заходом солнца" Г. Гауптмана (реж. Р. Андриасян), Жевакин в "Женитьбе" Гоголя (реж. В. Захаров), сын в драме "Давайте жить не нанося боль друг другу" (реж. Е. Обаев), Старик в "Лавине" Т. Жуженоглу (реж. А. Какишева) и др.

## Фильмография
|    | Год         | Название                                                | Роль | Режиссёр                         |
| -- | ----------- | ------------------------------------------------------- | --- | -------------------------------- |
| 1  | 1997 — 2000 | Перекресток (сериал, Казахстан)                         | Сапар следователь-оборотень (со 187-й серии)                                                                    | Абай Карпыков                    |
| 2  | 2001 — 2003 | Саранча (сериал, Казахстан)                             | Искандер Чингизов / Арман Чингизов - подполковник полиции,начальник ОУР УМВД Куланбасского района города Алматы | Галина Ефимова                   |
| 3  | 2003        | Грант на мечту (Казахстан)                              | Аман Мирасович, криминальный авторитет                                                                          | Оксана Абрамова                  |
| 4  | 2003        | Свободная женщина-2                                     | Хаджиев | Валерий Ахадов                   |
| 5  | 2004        | Господа офицеры (телесериал)                            | Нурали Асланбеков - начальник колонии для осужденных военнослужащих                                             | Андрей Кравчук                   |
| 6  | 2008        | Подарок Сталину (Казахстан)                             | Балгабай, лейтенант милиции                                                                                     | Рустем Абдрашев                  |
| 7  | 2009        | Кайрат - Чемпион, или Девственник №1 (Казахстан)        | Борбаев | Денис Куклин, Лев Мариупольский  |
| 8  | 2010        | Астана – любовь моя (сериал, Казахстан, Турция)         | Чиновник | Ермек Шинарбаев                  |
| 9  | 2010        | Сказ о розовом зайце (Казахстан)                        | Айдарбеков | Фархад Шарипов                   |
| 10 | 2011        | Два пистолета. Неуловимый бриллиант (Казахстан, Россия) | Полковник | Денис Куклин, Лев Мариупольский  |
| 11 | 2011        | Дәрігер Ахметова (сериал, Казахстан)                    | главврач экспериментальной больницы, шеф Ахметовой                                                              | Дмитрий Карабецкий               |
| 12 | 2011        | Олимпиада грабителей (Казахстан)                        | Полковник | Денис Куклин, Лев Мариупольский  |
| 13 | 2012        | Подружки (сериал, Казахстан)                            | | Арман Алдажаров, Айдын Самаханов |
| 14 | 2013        | Бауыржан Момышұлы (Казахстан)                           | Полковник | Ахан Сатаев                      |
| 15 | 2015        | Побег из аула. Операция «Махаббат»                      | Отец Айсулу | Нуртас Адамбай                   |

## Награды и звания
- 2003 — Орден Курмет (за заслуги в области казахского театрального и киноискусства) (14.12.2003)[1]
- 2009 — Присвоено почетное звание «Заслуженный деятель Республики Казахстан» (за большие заслуги в развитии отечественной культуры и искусства) (16.12.2009)[2]
- 2016 — Медаль «25 лет независимости Республики Казахстан»